# Gneo
Gneo  è un nome proprio di persona italiano maschile.

## Varianti in altre lingue
- Bielorusso: Гней (Gnej)
- Catalano: Gneu
- Croato: Gnej
- Galiziano: Cneo
- Greco moderno: Γναίος (Gnaios)
- Latino: Gnaeus[2][3], Gnæus, Cnæus, Cnaeus[2], Gneus[1], Cneus[1]
- Lettone: Gnejs
- Lituano: Gnėjus
- Polacco: Gnejusz
- Portoghese: Cneu
- Russo: Гней (Gnej)
- Spagnolo: Cneo
- Ucraino: Гней (Hnej)

## Origine e diffusione
Continua il praenomen romano Gnaeus o Cnaeus (abbreviato in Cn.), la cui origine è ignota; alcune fonti lo riconducono al termine latino naevus  ("neo", da cui Nevio), affermando inoltre che il praenomen veniva solitamente conferito a bambini nati con dei nei, simbolo di fortuna.

## Onomastico
Trattandosi di un nome adespota, cioè privo di santo patrono, l'onomastico può essere festeggiato il 1º novembre, festa di Ognissanti.

## Persone

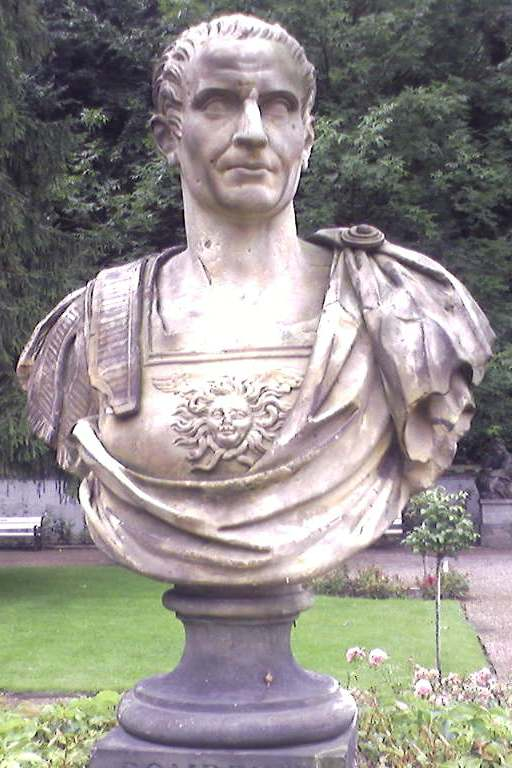
Gneo Pompeo Magno

- Gneo Domizio Corbulone, politico e militare romano
- Gneo Domizio Enobarbo, padre di Nerone
- Gneo Flavio, giurista romano
- Gneo Giulio Agricola, politico e militare romano
- Gneo Marcio Coriolano, politico e militare romano
- Gneo Nevio, poeta e drammaturgo romano
- Gneo Pompeo Magno, militare e politico romano
- Gneo Pompeo il Giovane, politico e militare romano
- Gneo Pompeo Strabone, militare romano